# Podococcus acaulis
Podococcus acaulis là loài thực vật có hoa thuộc họ Arecaceae. Loài này được Hua miêu tả khoa học đầu tiên năm 1895.